# Sacello di Sabucina

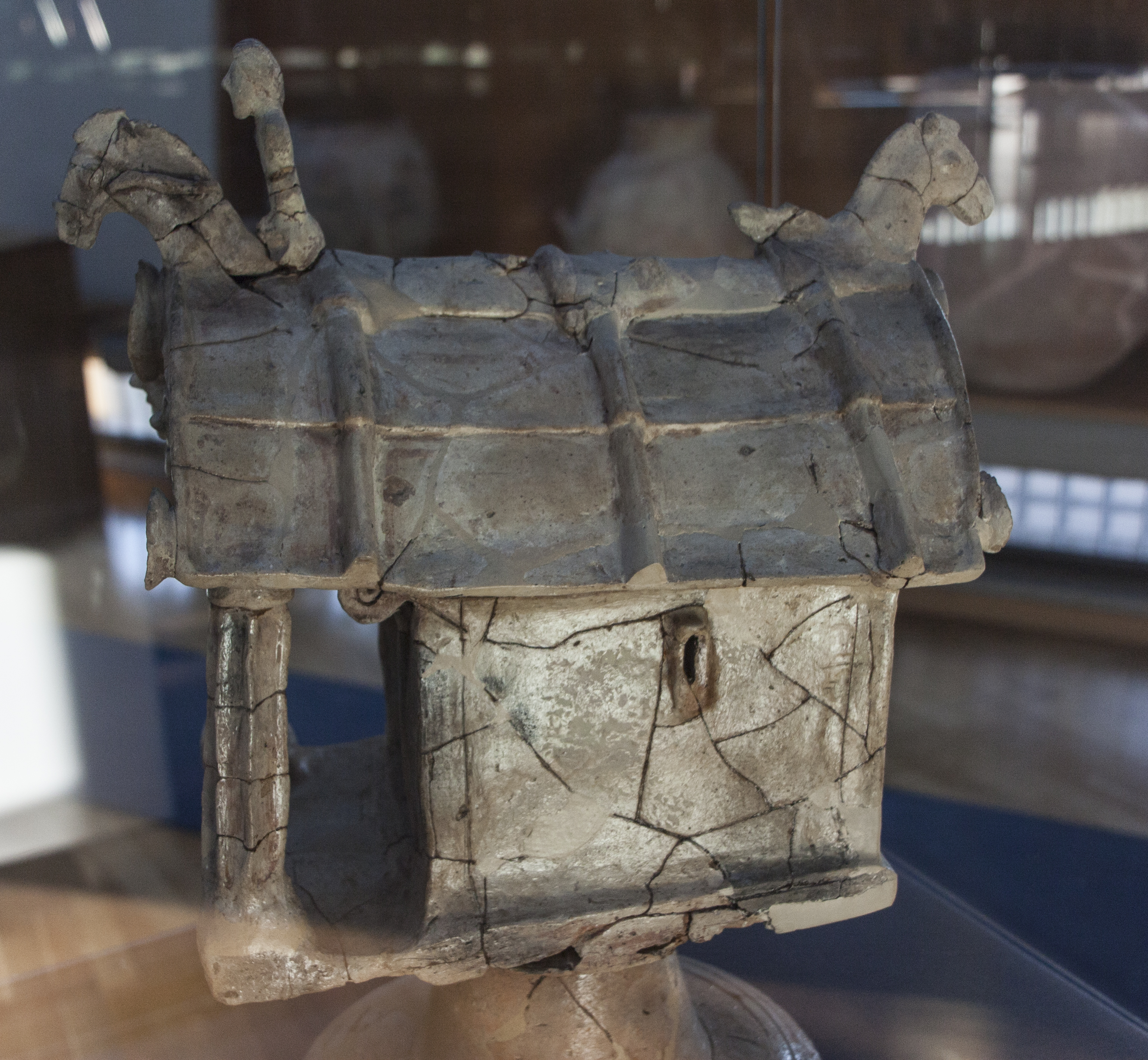
Sacello di Sabucina

Il  sacello (o tempietto) di Sabucina è un modello fittile di tempio (sacello) a cella rettangolare proveniente dagli scavi della necropoli di Sabucina, nel comune di Caltanissetta. 
Il reperto è esposto nei locali del museo archeologico di Caltanissetta.

## Storia

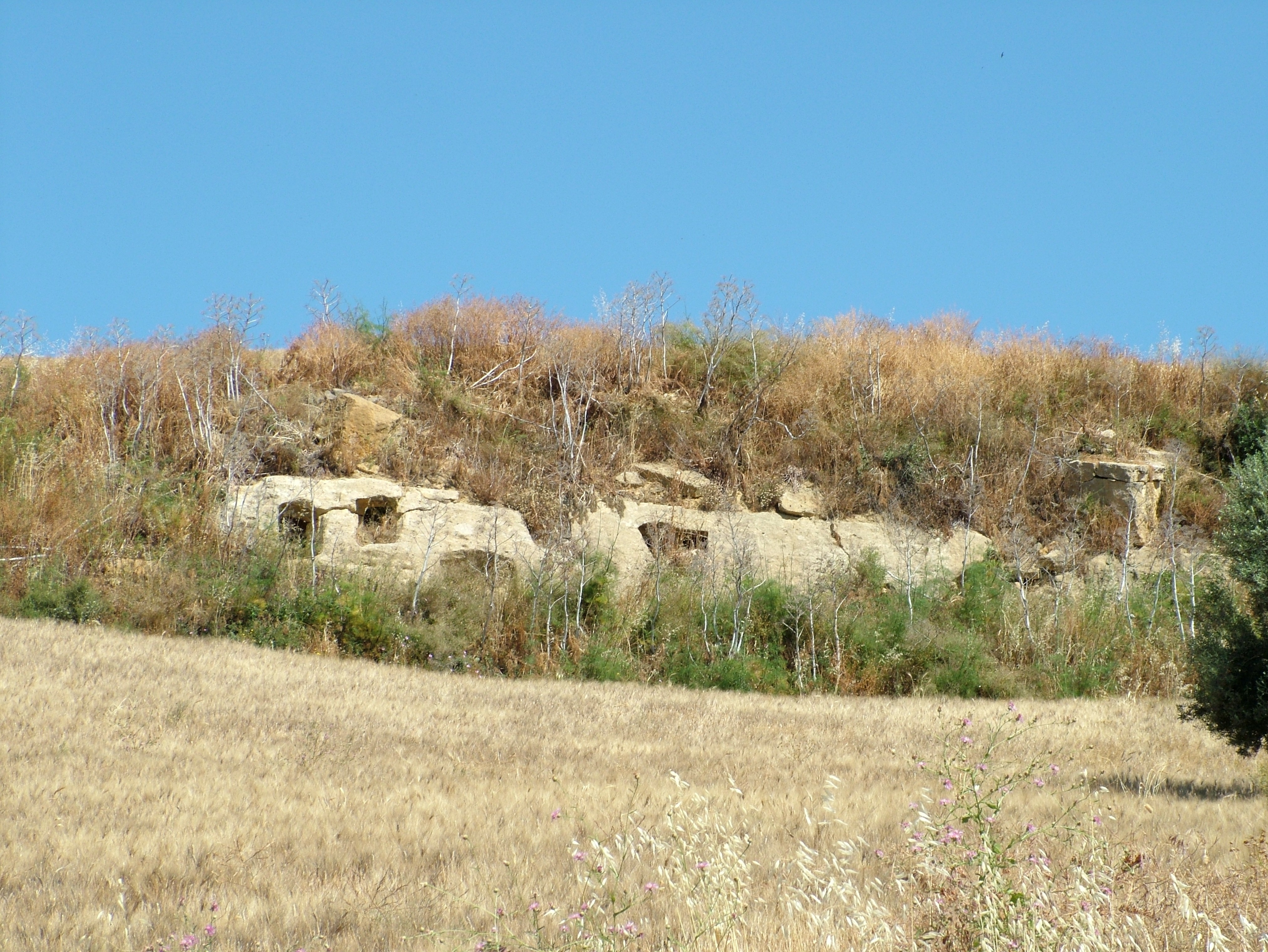
Le tombe a grotticella di Sabucina

Il reperto fu trovato, insieme ad altri vasi di produzione locale e attici a figure nere, negli anni sessanta presso il sito archeologico di Sabucina, in Sicilia.
Sabucina è un villaggio di tipo capannicolo del Bronzo Tardo coevo alla cultura di Castelluccio, che si trova sulla omonima collina posta a 660 m s.l.m.. 
Collina su cui si susseguirono insediamenti a partire dall'età del bronzo (XX-XVI secolo a.C.) fino al periodo romano, questo sito archeologico è stato il primo scoperto in Sicilia risalente a quest'epoca.
Il villaggio originario ha sicuramente origini pregreche: fu, infatti, costruito dai Sicani, i quali sfruttarono la strategica posizione del monte che domina l'intera vallata del Salso.
Oggi il sito fa parte del parco archeologico regionale di Sabucina.

## Descrizione

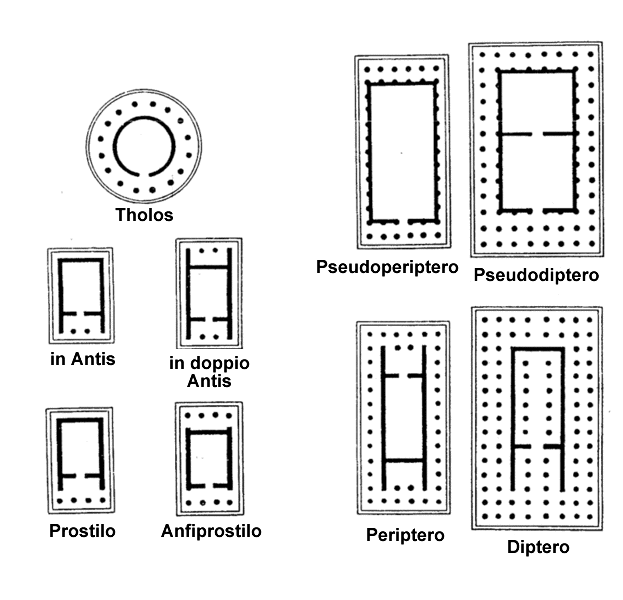
Esempi di tipi di tempio greco::
- Il tempio in antis prende il nome dai due pilastri quadrangolari (ànte appunto) costruiti al termine del prolungamento murario dei due lati maggiori del naos. Tra le ante vengono solitamente erette due colonne, in modo che il pronao che ne deriva risulti delimitato dall'ingresso alla cella, dalle ante e dalle colonne, e dai prolungamenti murari del naos. Viene utilizzato principalmente per piccoli templi dedicati a divinità minori.
- Il tempio pròstilo ha, in genere, la stessa pianta di quello in antis, soltanto che davanti alle ante e al naos si ergono due, quattro o più colonne. il nome stesso deriva da pro «davanti» e stýlos «colonna». Tra le ante e le colonne viene così a crearsi una specie di porticato. Questo, anteponendosi al prònao, ne amplifica la funzione di filtro simbolico tra esterno e interno. Il numero delle colonne sul fronte anteriore è variabile in relazione alle dimensioni; se due di definisce distilo.

Si tratta di un modello di tempietto in terracotta, di autore indigeno risale al VI secolo a.C., facente parte di un sacello arcaico. Esso è sostenuto da un piedistallo a calice a base anulare e presenta decorazioni acroteriali equestri, che secondo studiosi rappresenterebbero i due dioscuri. 
In dettaglio esso presenta un pronao erroneamente ritenuto in antis in realtà è una riproduzione di un tempio prostilo (prostylos) (vedi schema a dx); con un tetto spiovente sormontato dalle due figure di cavalieri e un basso timpano ornato da antefisse di due maschere di tipo gorgonico.
Il prezioso manufatto è espressione di una abilità artistica locale che risulta influenzata da modelli di tipo greco più raffinati provenienti dalla colonia di geloi.
Il reperto, infatti, artisticamente mostra dei limiti nel non saper cogliere, ad esempio, il senso dell'equilibrio delle proporzioni della cultura greca più autentica; esso è, comunque, l'esempio di una fusione culturale tra la cultura locale e quella della costa di tipo ellenico.
Nel museo archeologico di Caltanissetta è esposta anche una riproduzione del sacello per non vedenti che è possibile toccare.
Questo sacello è simile ai modellini votivi fittili a pianta rettangolare dei tempi: di Hera ad Argo della fine VIII sec.a.C. conservato ad Atene al Museo archeologico nazionale. e del tempio di Hera Akraia nella piccola insenatura del golfo di Corinto all'estremità della penisola di Perachora, anch'esso conservato al Museo archeologico nazionale di Atene.

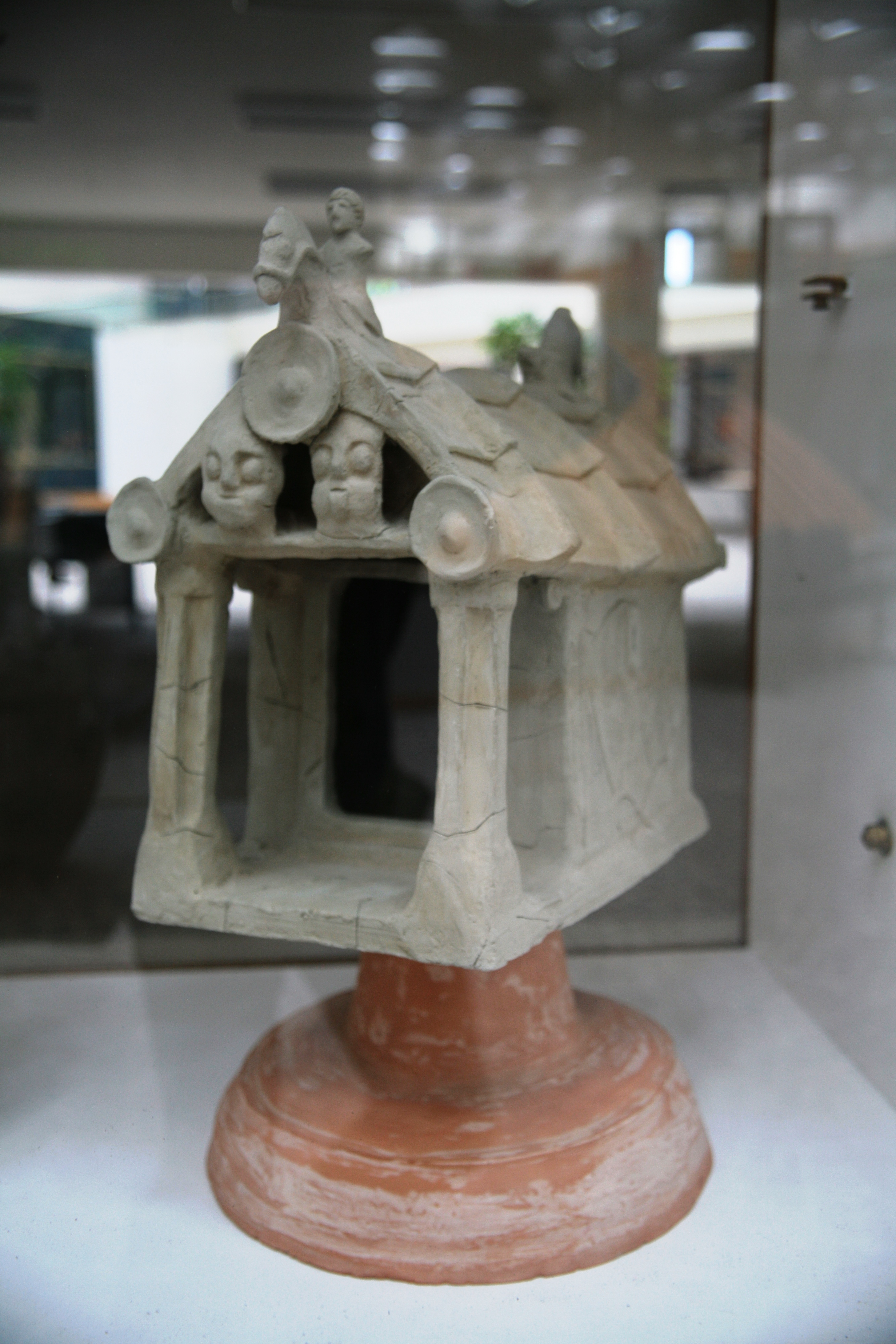
Copia per non vedenti del sacello di Sabucina
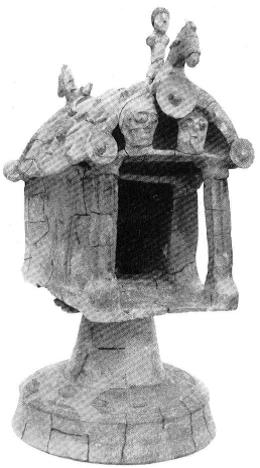
Foto storica del sacello di Sabucina
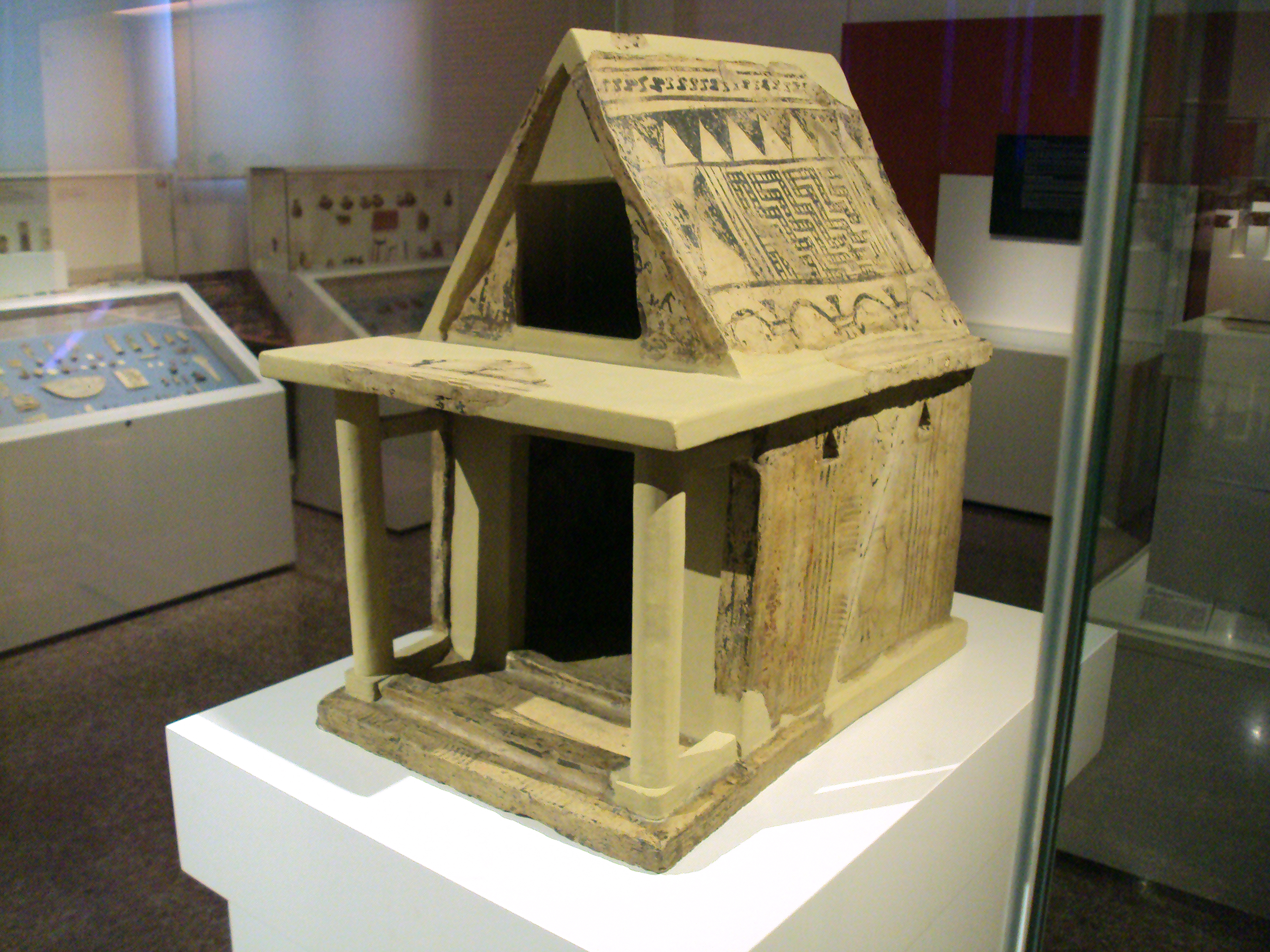
Sacello votivo in ceramica dell'antica Grecia proveniente dal Santuario di Hera ad Argo, 700-675 a.C., Museo archeologico nazionale di Atene, n. 15471.
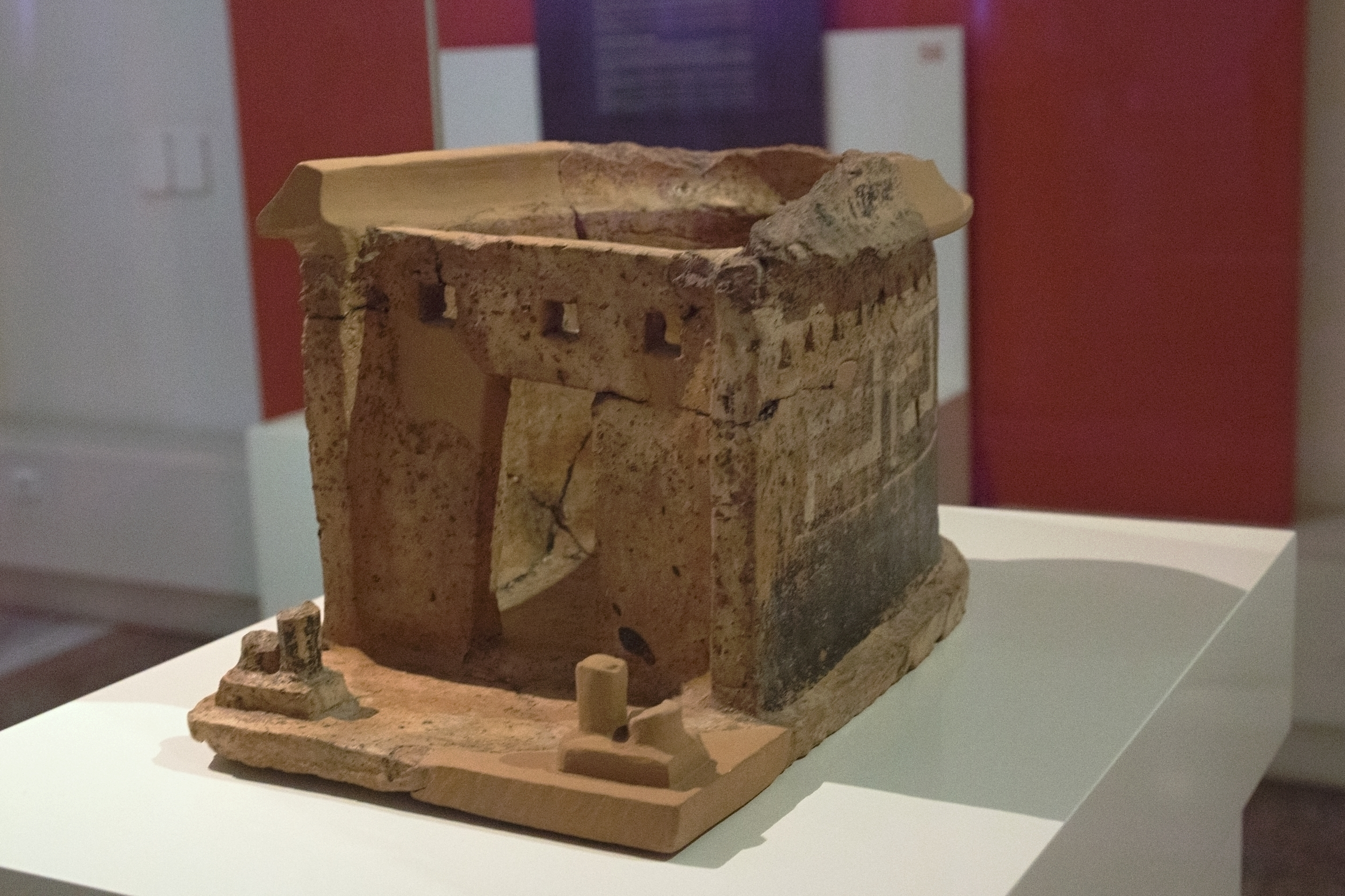
Sacello di piccola casa votiva in argilla proveniente dal santuario di Hera Akraia a Perachora.  Circa 750 a.C. Museo Archeologico Nazionale di Atene, n. 16684.